# Voo Belavia 1834
O Voo Belavia 1834 foi um voo internacional regular de passageiros de Erevã, Armênia, para Minsk, Bielorrússia, operado pela Belavia. Na manhã de 14 de fevereiro de 2008, o jato regional Bombardier Canadair, que transportava 18 passageiros e três tripulantes, caiu e pegou fogo logo após decolar do Aeroporto Internacional de Zvartnots, perto de Erevã, capital da Armênia.
O jato atingiu sua asa esquerda na pista durante a decolagem, caiu no chão, capotou e parou invertido perto da pista. Todos os passageiros e tripulantes conseguiram escapar da aeronave antes que explodisse em chamas, em parte devido à resposta oportuna das equipes de bombeiros e resgate. Não houve mortes, mas sete pessoas foram levadas ao hospital para tratamento.

## Aeronave e tripulação

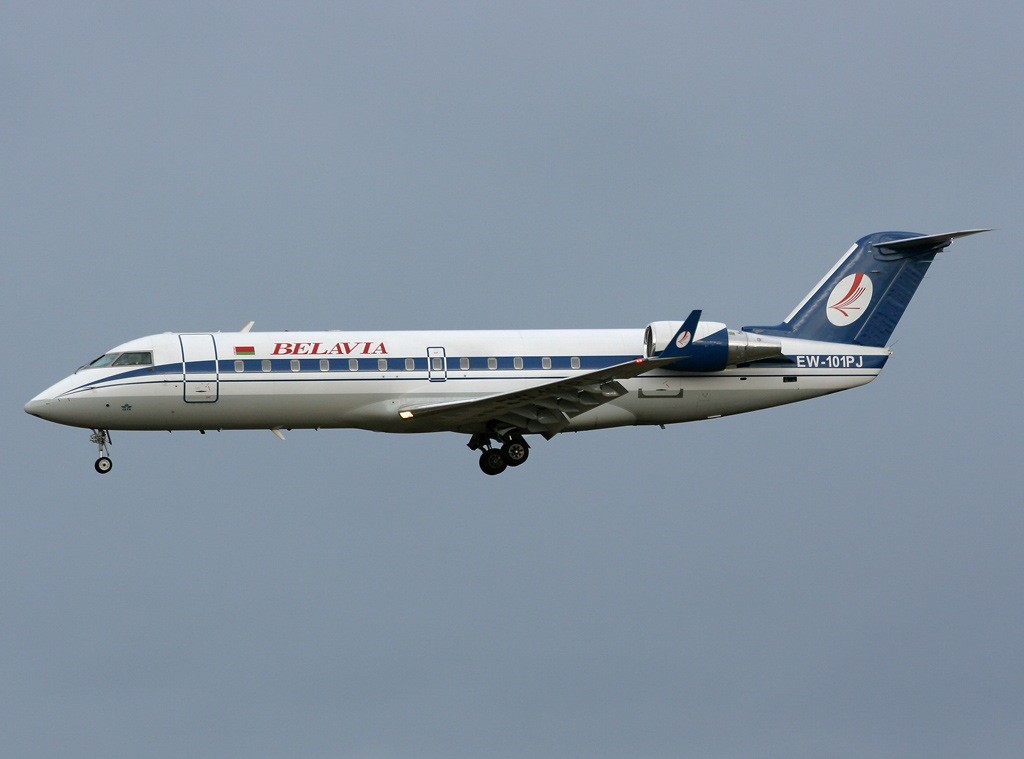
EW-101PJ, a aeronave envolvida no acidente, em janeiro de 2008.

A aeronave era um Bombardier CRJ100ER do tipo bimotor fabricado pela Bombardier em 1999. Foi entregue para a Air Littoral em junho daquele mesmo ano com o prefixo F-GPTI. Depois foi entregue para Eurowings com o prefixo D-ALIV em maio de 2001. Em maio de 2004, a aeronave foi entregue na Avionco com o prefixo C-GLIV. Em outubro do mesmo ano, a aeronave foi entregue para Mesa Airlines e foi logo para a US Airways Express, sendo operado pela Mesa com o prefixo N401MJ. Em dezembro de 2005, a aeronave foi para a United Express com o mesmo prefixo antes de entrar em serviço com a Belavia. A aeronave tinha 15 563 horas de voo e 14 352 ciclos (pousos e decolagens somados).
O voo estava sob comando do capitão Viktor Shishlo, de 50 anos de idade e 9 215 horas de voo, sendo 461 horas no modelo CRJ100 e do copiloto Alexander Mukhin, de 44 anos de idade e 9 454 horas de voo, sendo 405 horas no modelo CRJ100.